# Megumi Hayashibara
Megumi Hayashibara (林原 めぐみ, Hayashibara Megumi), née le 30 mars 1967 à Tokyo, est une seiyu et une chanteuse japonaise.
Elle fait d'abord des études d'infirmière, avant de devenir une seiyū. Elle s'est mariée le jour de ses 31 ans en 1998 et a donné naissance à une petite fille en 2004.

## Rôles en tant que seiyū
- 3×3 eyes : Pai, la Sanjiyan
- A Dog of Flanders  : Nero
- Cyber Team in Akihabara : Ootorii Tsubame
- All Purpose Cultural Cat Girl Nuku Nuku : Natsume Atsuko, Nuku Nuku
- Anpanman : Komusubiman
- Ariel : Tomomi, Kazumi Kishida
- Asagiri no Miko : Hieda Kurako
- Bad Boys  : Kumi
- Bakuretsu Hunter : Tira Mis
- Bishoujo Senshi Sailor Moon S: The Movie : Nayotake Himeko
- Blackjack (OAV) : Rie Fujinami
- Blue Seed (anime et OAV) : Momiji Fujimiya
- Bounty Dog : Shoko Uzuki
- Boys Be (2000) : Chikaru
- Bubblegum Crisis (1987-1988) : Nam
- Butchigiri : Nakamore Rui
- Calimero : Jonathan
- Cardcaptor Sakura (film) : la magicienne rivale de Clow, dans le 1er film.
- Chimpui : Eri
- Christmas in January : Mizuki
- City Hunter : Moriwaki Misuzu
- Compiler (oav) (1994) : Megumi
- Cowboy Bebop : Faye Valentine
- Détective Conan (TV) : Ai Haibara[2]
- DNA² : Saeki Tomoko
- Danasite 999.9 : Mello
- Danganronpa V3 : Shuichi Saihara
- Di Gi Charat : Piyoko
- Digital Devil : Kanou Fuyuki
- Dissidia: Final Fantasy (2008) : Shantotto[3]
- Doraemon : Nonbi, Nobihiko, Bitano
- Dragon League (1993) : Fam
- Fight ! : Inbe Tsukinojou
- Fire Emblem Heroes : Freyja
- Gakusaver : Akijima Satomi
- Garaga : Kina
- Gigi : Minky Momo
- Gloups ! je suis un poisson : Chuck
- Goldfish Warning! : Gyopi
- Gouzaurar : Erika, Tachibana Hiromi
- Granzort : Guriguri, Enuma
- Gulliver Boy : Steel Bat
- Mobile Suit Gundam 0080 - War in the Pocket (OAV) : Christina MacKenzie
- Heisei Tensai Bakabon : Bakabon
- Hello Kitty : Kitty
- Hidari no O'Clock : Maki
- Idol tenshi youkoso Yoko (1990-1991) : Saki
- Ie Naki Ko Remi (1996-1997) : Nelly
- Izumo (1991) : Nabi
- Jungle de Ikou : Ongo
- Junk Boy : n/a
- Donkey Kong : Diddy Kong
- Le Bahut des tordus : mère de Maeda
- Le Château dans le ciel : Captain Dola
- Le Roi Léo : Léo
- Hitsuji no Uta (OAV) : Chizuna Takashiro
- Lost Universe (TV) : Canal Vorfeed
- Love Hina (TV et OAV) : Haruka Urashima
- Lupin III : Tokyo Crisis (téléfilm) : Maria
- Macross Plus : Lucy
- Magic Kaito : Akako Koizumi
- Maison Ikkoku (TV) : Atsuko, Taro, Nanao Yousuke
- Majutsushi Orphen: Revenge : Esuperansa
- Malicieuse Kiki : Shimazu Sanae
- Mardock Scramble : Rune Balot
- Megazone 23 : Dominique
- Moeru! Oniisan : Kaede
- NG Knight Ramune & 40 : Mountain Dew Gold
- Nazca : Yuka Kiritake
- Neon Genesis Evangelion (anime et films) : Ayanami Rei, Pen Pen, Hikari Yui
- Ninku : Rihoko
- Nuku Nuku (OAV) : Nuku Nuku
- One Piece : Rebecca
- Osomatsu-kun : Todomaatsu
- Oss! Karate-bu : Momochiyo
- Paprika (film) : Paprika, Chiba Atsuko
- Patlabor : Sakurayama Momoko, Weather Forecaster
- Pokémon : Musashi, diverses espèces de Pokémon
- Pompoko : Sasuke
- Project A-ko : Ume
- Queen Emeraldas : Hiroshi Umino
- Ranma ½ (TV, OAV et films) : Ranma Saotome (fille)
- Riding Bean : Carrie
- Rinne : Otome Rokudo/Ichigo
- Saber Marionette (anime et OAV): Lime
- Sailor Moon Cosmos : Galaxia
- Shadow Skill : El Lag
- Shaman King : Anna Kyōyama (2001 et 2021)
- Shouwa Genroku Rakugo Shinjū : Miyokichi / Yurie
- Shurato : kid Shurato, Mii, Nara-Oh Renge, Yumiko
- Slayers (TV, OAV et films) : Lina Inverse
- Starship Girl Yamamoto Yohko : Midou Madoka
- Takamaru : Yumega Arusaemon
- Tales of Eternia (TV) : Marone
- Teknoman : Aki
- Tenchi Muyo in Love : Achika
- Tenshi na Konamaiki : Megumi Amatsuka
- Tico et ses amis : Nanami Simpson
- Tri-zenon : Kana Uryuu
- Tsuki to Laika to Nosferatu (en) : N44 / Irina
- Un chien des Flandres : Nello
- Vampire Hunter D : Bloodlust : Leila
- Video Girl Ai (OAV) : Amano Ai
- Young GTO : Nagisa Nagase
- Yū Yū Hakusho : Genkai jeune
- Yawara! : Suzuki Takeyuki
- Zettai Muteki Raijin Ou : Izumi Yuu, Falzebu, Himeki Ruruko

### Génériques chantés
Par extension de sa carrière de doubleuse, elle a interprété de nombreux génériques de dessins animés, et a ainsi commencé une carrière de chanteuse.
- Abenobashi mahou☆shotengai : « Treat or goblins » (opening), « Anata no kokoro ni » (ending)
- All Purpose Cultural Cat Girl Nuku Nuku : « Watashi ni Happy Birthday » (opening 1), « Yume Hurry Up » (opening 2), « Oshiete Happiness » (ending 1), « Harikitte Trying! » (ending 2)
- All Purpose Cultural Cat Girl Nuku Nuku DASH! : « A House Cat » (opening), « Shiawase wa chiisana tsumikasane » (ending)
- Asagiri no Miko : « Faint love » (opening), « Koibumi » (ending)
- Bakuretsu hunter : « What's up guys » (opening), « Mask » (ending)
- Gakuen Utopia Manabi Straight! : « A Happy Life » (opening), « Lucky & Happy » (ending)
- Les Lamentations de l'agneau (hitsugi no uta) : « Destiny ~shukumei~ » (ending)
- Love Hina : « Sakura Saku » (opening), « Kimi Sae Ireba » (ending), « Hajimari wa kokokara » (ending final), « Shukufuku » (ending de X-mas Special)
- Lost Universe : « Infinity » (opening), « Extrication » (ending), « Eternity (E-49) » (ending final)
- Slayers : « Get Along » (opening), « Kujikenaikara » (ending)
- Slayers Next : « Give a Reason » (opening), « Jama wa Sasenai » (ending)
- Slayers Try : « Breeze » (opening), « Don't be Discouraged » (ending)
- Slayers Revolution : « Plenty Of Grit » (opening), « Revolution » (ending)
- Slayers Evolution-R : « Front Breaking » (opening), « Sunadokei (Hourglass) » (ending)
- Shaman King : « Over Soul » (opening 1), « Northern Lights » (opening 2), « Trust you » (ending 1), « Omokage » (ending 2), "Soul salvation" (opening 1- 2021), "Boku no Yubisaki" (ending 1- 2021)
- Tri-zenon : « Unsteady » (opening), « Lost in You » (ending)
- Evangelion: 2.0 You Can (Not) Advance : « Tsubasa wo Kudasai » (end)
- Shouwa Genroku Rakugo Shinjuu : « Usurai Shinjuu (薄ら氷心中) » et « Imawa no Shinigami (今際の死神) » (opening)

### Doublage de programmes étrangers
- Le Fabuleux Destin d'Amélie Poulain : Amélie Poulain (Audrey Tautou)

## Albums
- Slayers Megumixxx (2020)
- Duo (2016)
- Time Capsule (2015)
- Vintage White (2011)
- Choice (2010)
- Slayers Megumix (2008)
- Plain (2007)
- Center color (2004)
- Feel well (2002)
- Vintage A (2000)
- Vintage S (2000)
- Fuwari (1999)
- Iravati (1997)
- Bertemu (1996)
- Enfleurage (1995)
- Pulse (1994)
- Sphere (1994)
- Shamrock (1993)
- Perfume (1992)
- Whatever (1992)
- Half & Half (1991)

## Singles
- Imawa no Shinagami(2017)
- Usurahi Shinjuu (2016)
- Sanhara: Seinaru Chikara (2015)
- Tsubasa (2012)
- Shuketsu no Sadame (2010)
- Shuketsu no Sono e (2009)
- Front breaking (2009)
- Plenty of grit (2008)
- A Happy Life (2007)
- Meet again (2006)
- Makenaide, Makenaide... (2003)
- KOIBUMI (2002)
- Treat or Goblins (2002)
- Northern lights (2002)
- brave heart (2001)
- feel well (2001)
- Over Soul (2001)
- unsteady (2000)
- Sakura saku (2000, générique de début de Love Hina)
- Ashita ni nattara (2000)
- Booska! Booska!! (1999)
- question at me (1999)
- Proof of myself (1998)
- A HOUSE CAT (1998)
- Raging Waves (1998)
- Infinity (1998, générique de début de Lost Universe)
- Reflection (1997)
- don't be discouraged (1997'`)
- Successful Mission (1996)
- Just be Conscious (1996)
- Shoot! Love hunter (1996, Bakuretsu hunter)
- Kagirinai yokubou no naka ni (1996)
- Give a Reason (1996)
- Going History (1995)
- What's up guys? (1995, Bakuretsu hunter)
- Midnight blue (1995, générique de fin du premier film d'animation de Slayers)
- Yousei yori ai wo komete (1995)
- Touch and go (1994)
- Until Strawberry Sherbet (1994)
- Yume Hurry Up (1993)
- Bokura no good day (1993)
- Haruneko fushigi tsukiyo (1992)
- Yume wo Dakishimete (1992)
- Niji-iro no sneaker (1991)
- Characters Christmas (1991)
- November rain (1991)
- Otousan (1991)
- Pulse (1990)
- Yakusoku dayo (1989)